# チュニスのアレグザンダー伯爵
チュニスのアレグザンダー伯爵(英語: Earl Alexander of Tunis)は、イギリスの伯爵位。連合王国貴族。初代チュニスのアレグザンダー子爵ハロルド・アレグザンダーが1952年に叙されたのに始まる。
カリドン伯爵家（アイルランド貴族）の分家筋にあたる。

## 歴史
伯爵家を興したハロルド・アレグザンダー(1891–1969)は、陸軍軍人となり、第二次世界大戦でイギリス軍や連合軍の指揮を執り、その戦功で1946年3月1日に連合王国貴族爵位「ドニゴール県エリガルにおけるチュニスのアレグザンダー子爵(Viscount Alexander of Tunis, of Errigal in the County of Donegal)」に叙された。さらに1952年3月14日に「チュニスのアレグザンダー伯爵」と「オタワ及びティロン県におけるダーグ城のリドー男爵(Baron Rideau, of Ottawa and of Castle Derg in the County of Tyrone)」に叙された。ハロルドはアイルランド貴族の第4代カリドン伯爵ジェイムズ・アレグザンダーの三男にあたる。
初代伯の死後、その長男であるシェーン(1935-)が第2代アレグザンダー伯爵位を継承した。2015年現在も彼が当主であるが、シェーンには女子しかないため、その弟のブライアン(1939-)が推定相続人である。ブライアンには子供がなく、彼以外に相続資格者はいないため、遠くない将来の廃絶の危険が高い爵位である。

## 現当主の保有爵位
現当主の第2代チュニスのアレグザンダー伯爵シェーン・アレグザンダーは、以下の爵位を有する。
- 第2代チュニスのアレグザンダー伯爵（2nd Earl Alexander of Tunis）
（1952年3月14日の勅許状による連合王国貴族爵位）
- 第2代ドニゴール県エリガルのチュニスのアレグザンダー子爵(2nd Viscount Alexander of Tunis, of Errigal in County Donegal)
（1946年3月1日の勅許状による連合王国貴族爵位）
- 第2代オタワ及びティロン県におけるダーグ城のリドー男爵(2nd Baron Rideau, of Ottawa and of Castle Dery in County Tyrone)
（1952年3月14日の勅許状による連合王国貴族爵位）

## チュニスのアレグザンダー伯爵 (1952年)
- 初代アレグザンダー伯爵ハロルド・ルパート・レオフリック・ジョージ・アレグザンダー (1891–1969)
- 2代アレグザンダー伯爵シェーン・ウィリアム・デズモンド・アレグザンダー（英語版） (1935-)
  - 推定相続人は現当主の弟のブライアン・ジェイムズ・アレグザンダー (1939-)